# Krater Łogancza
Łogancza (ros. Логанча) – krater uderzeniowy położony w Kraju Krasnojarskim w Rosji.
Krater ma 20 km średnicy i powstał około 40 milionów lat temu, najprawdopodobniej w eocenie, w skałach bazaltowych. Obecnie nie jest widoczny na powierzchni.